# 조혜경 (공학자)
조혜경(1964년 - )은 대한민국의 로봇공학자이다.

## 약력
- 1964년 7월 16일 서울생
- 서울 상명사대부속여자고등학교 졸업
- 1983 ~ 1987 서울대학교 제어계측공학 학사
- 1987 ~ 1989 서울대학교 대학원 제어계측공학 석사
- 1989 ~ 1994 서울대학교 대학원 제어계측공학 박사

## 경력
- 1996.03 한성대학교 정보통신공학과 교수
- 2003.02 ~ 2004.02 미국 카네기멜론대학교 로봇공학연구소 방문연구원
- 2005.03 ~ 2007.01 한성대학교 입학홍보처 처장
- 2009 ~ 2012 제어로봇시스템학회 이사
- 2010.01 한국로봇학회 이사
- 2011.01 ~ 2011.08 한성대학교 산학협력단 단장
- 2012.05 ~ 2015. 04 한국로봇산업진흥원 이사(이사회 의장)
- 2014.11 ~ 2015. 09 한성대학교 기획처장
- 2014.08 ~ 현 네이버 소프트웨어 교육 자문위원
- 2014.01 ~ 2016.01 제어로봇시스템학회 이사
- 2014.01 ~ 2017.12 대한전기학회 이사
- 한성대학교 창의융합대학 AI응용학과 교수
- 한성대학교 IT응용시스템공학과 교수
- 한성대학교 정보시스템공 교수
- 한성대학교 IT융합공학부 지능시스템트랙 (1트랙) 교수
- 한성대학교 AI응용학과 (트랙1) 교수
- 한성대학교 IT공과대학 IT융합공학부 ICT융합엔터테인먼트트랙 (트랙2) 교수
- 2021 ~ 2022 국가과학기술자문회의 기계소재전문위원회 위원
- 2021.03 ~ 현대건설 사외이사
- 2022.01~ 2023.01 제19대 한국로봇학회 회장
- 2023 ~ 한국공학한림원 정회원
- 2024.03 ~ 삼성전자 사외이사
  - 삼성전자 감사위원회 위원
  - 삼성전자 지속가능경영위원회 위원

## 강연
인간으로 진화하는 로봇

## 기고
우리 곁으로 성큼 다가 온 보스턴다이나믹스의 로봇개 ‘스팟‘

## 활동
‘4차 산업혁명과 AI대한민국' 컨퍼런스[패널토론] 공동사회

## 저서
저서로는 '영어학습을 위한 인공지능 챗봇 활용 및 제작' 등이 있다.